# Kościół Pamięci w Rosowie
Kościół Pamięci (niem. Gedächtniskirche) – luterańska świątynia znajdująca się w niemieckiej gminie Mescherin, w dzielnicy Rosow. Zniszczona podczas II wojny światowej, odbudowana jako pomnik polsko-niemieckiego pojednania i współpracy. Filia parafii Gartz (Oder).

## Historia
Budowę świątyni rozpoczęto w drugiej połowie XIII wieku, ukończony budynek konsekrował w roku 1305 biskup Henryk von Wacholz. W 1746 otynkowano elewacje oraz zmieniono kształt okien, nadając świątyni barokowy wygląd.
Wieża i nawa zostały zniszczone przez ostrzał wojsk radzieckich, a kościół spłonął w ostatnich dniach II wojny światowej w roku 1945. Rozebrano pozostałości wieży, niegdyś najwyższej w okolicy, a dzwon zawieszono na wolno stojącej dzwonnicy. W latach 50. przywrócono do użytku nawę oraz zakupiono organy, lecz przez zawilgocenie w krótkim czasie stały się one niezdatne do gry. Nabożeństwa odprawiano w budynku plebanii.
W 2002 lub 2003 z inicjatywy Karla Laua założono inicjatywę Förderverein Gedächtniskirche Rosow. W 2006 wymieniono dach oraz wzniesiono 42-metrową, stalową wieżę, nawiązującą kształtem do pierwotnej konstrukcji. Kościół przekształcono w pomnik polsko-niemieckiej współpracy, a we wnętrzu urządzono salę wystawową. Od tej świątyni regularnie odbywają się nabożeństwa oraz koncerty.

## Galeria

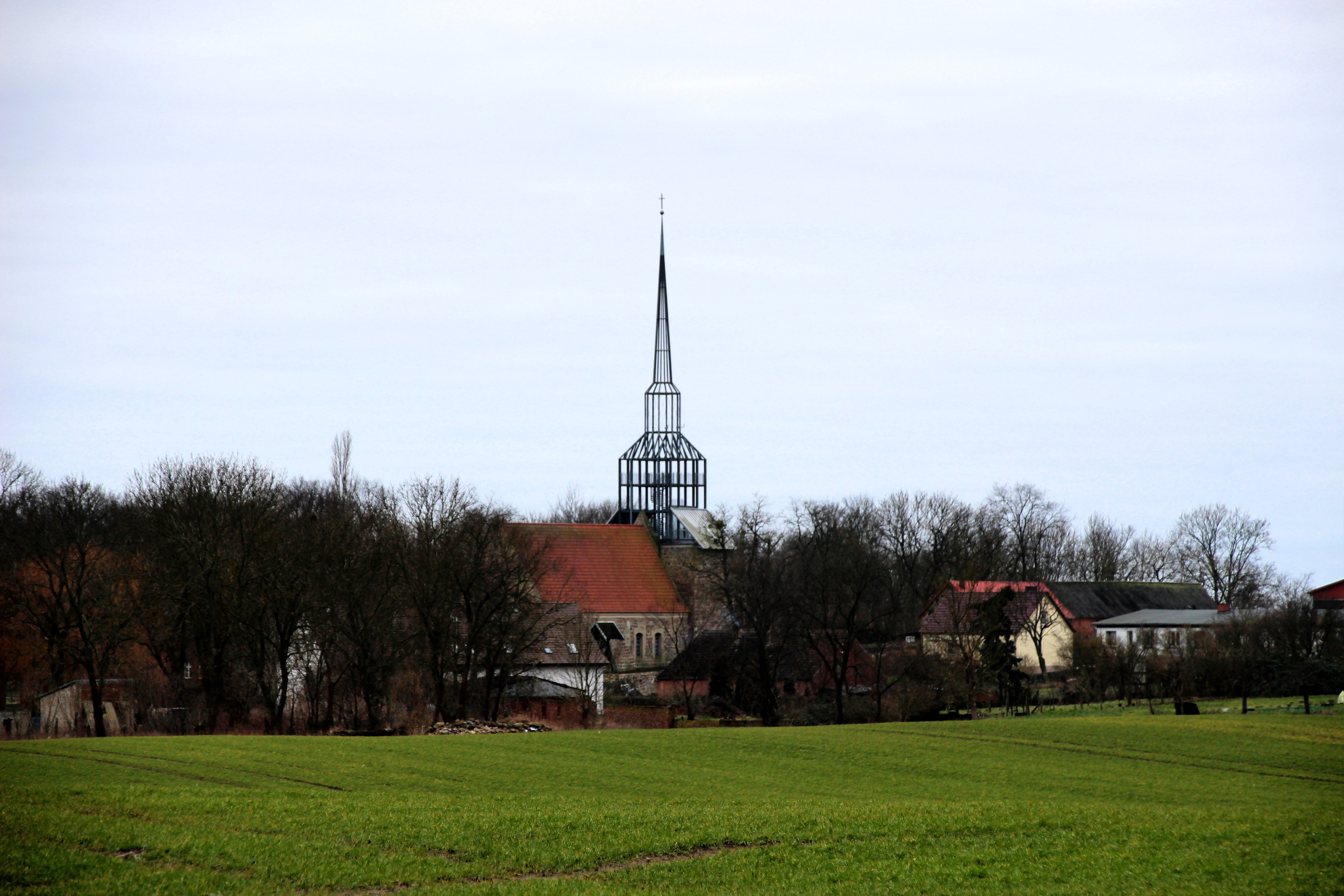
Widok z oddali
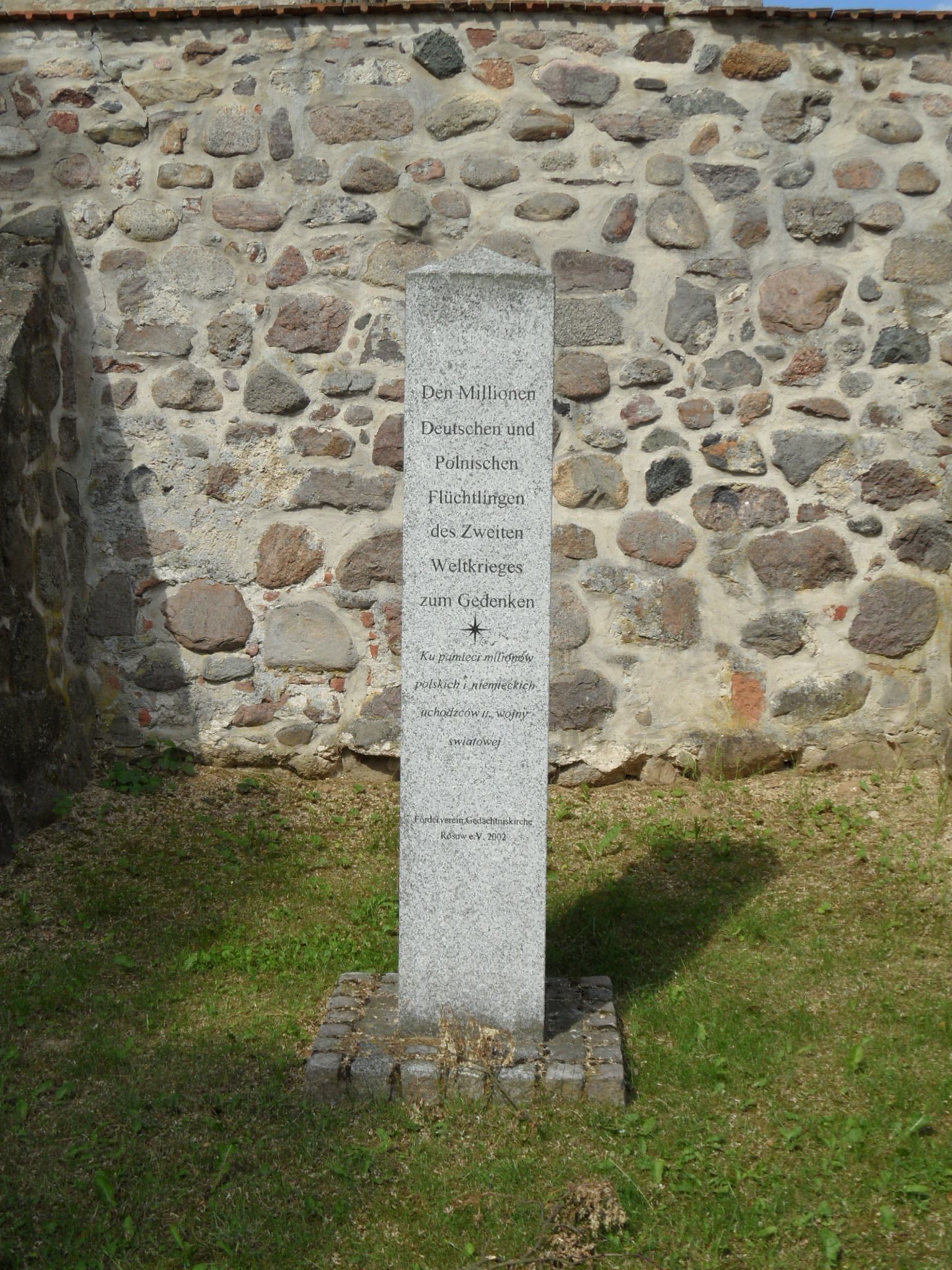
Pomnik polskich i niemieckich uchodźców czasów II wojny światowej